# Panderichthys
Panderichthys är en utdöd form av lobfenig fisk (Sarcopterygii) som man hittat många fossil av i Lettland. Den tros ha levt i slutet av den geologiska perioden devon för cirka 385 miljoner år sedan. Dess likheter med vissa tidiga tetrapoder har gjort att den betraktas som en övergångsform mellan lobfeniga fiskar och amfibier, tillsammans med fiskar som Tiktaalik, Gogonasus, mellanformen Livoniana, och tetrapoder som Acanthostega.

## Beskrivning
Panderichthys blev upp till 1,3 meter lång från huvud till stjärtspets och hade något tillplattad kropp och triangulärt huvud. Liksom andra lobfeniga fiskar hade Panderichthys fenor som innehöll flera små skelettben som tros ha gett upphov till överarmsben (Humerus), underarmsben ( Radius / Ulna ) och fingrar / tår  ( Falanger ) hos de landlevande ryggradsdjuren. Forskarna tror också att konstruktion av Panderichthys gälar visar några karaktärsdrag som tros ha utvecklats till de konstruktioner som finns i landdjurs mellanöra.